# Avix
Avix in Parque del Café (Montenegro, Quindío, Kolumbien) ist eine Stahlachterbahn vom Modell Infinity Inverted Coaster des Herstellers Gerstlauer Amusement Rides, die am 17. Dezember 2024 eröffnet wurde. Es ist die erste und bisher einzige Achterbahn vom Typ Inverted Coaster in Kolumbien und nach Storm – The Dragon Legend in TusenFryd die zweite Auslieferung vom Modell Infinity Inverted Coaster.
Die 355 m lange Strecke, die sich über eine Grundfläche von 145 m × 31 m erstreckt, erreicht eine Höhe von 26 m und verfügt über eine übergeneigte Kurve.

## Züge
Avix besitzt zwei Züge mit jeweils sechs Wagen. In jedem Wagen können zwei Personen (eine Reihe) Platz nehmen.